# Леклу, Карим
Карим Леклу (фр. Karim Leklou; род. 20 июня 1982, Севр, О-де-Сен, Франция) — французский актер.

## Биография
Карим Леклу родился 20 июня 1982 года в Севре, О-де-Сен, Франция. В детстве, после просмотра фильма «Делай как надо» режиссера Спайка Ли, Карим решил, что станет актером.
Актерскую карьеру в кино Леклу начал в 2009 году с небольшой роли в фильме Жака Одиара «Пророк». В 2010 году он сыграл роль второго плана в мелодраме Мишеля Леклерка «Имена людей», который был удостоен премии «Сезар» в номинациях «Лучшая актриса» и «Лучший сценарий». В этом же году актер снялся в ленте Жанны Лабрюн «Особые отношения», в котором также сыграли актеры Изабель Юппер и Були Ланнерс.
В 2013 году Карим Леклу получил небольшую роль в фильме Ребекки Злотовски «Гранд Централ. Любовь на атомы», который позже был удостоен «Приза Франсуа Шале» на Каннском международном кинофестивале.
В 2015 году Леклу был приглашен режиссером Рафаэль Жакуло на главную роль в его фильме «Жара», что стала одной из самых ярких в карьере актера. В этом же году он сыграл небольшую роль в драме Эли Важеман «Анархисты», в котором также снялись актеры Тахар Рахим, Адель Экзаркопулос, Седрик Кан и Сара Лепикар.
В 2016 году Карим Леклу сыграл роль Макса в драме сестер Дельфин и Мюриель Кулин «Остановка в пути». Фильм был показан на Каннском кинофестивале, где получил приз за лучший сценарий в секции «Особый взгляд».
В 2017 году на экраны вышел дебютный полнометражный фильм режиссера Джоан Шемли «Загляни в его сердце», в котором Карим Леклу снялся в партнерстве с Гаэлем Гарсия Берналем, Мариной Вакт и Науелем Пересом Бискаяртом.

## Избранная фильмография
| Год  |   | Русское название               | Оригинальное название | Роль                      |
| ---- | - | ------------------------------ | --------------------- | ------------------------- |
| 2009 | ф | Пророк                         | Un prophète           | мусульманин в коридоре    |
| 2010 | ф | Имена людей                    | Le Nom des gens       | друг во время теледебатов |
| 2011 | ф | Источник                       | La source des femmes  | Карим                     |
| 2013 | ф | 11.6                           | 11.6                  | Бруно Моралес             |
| 2013 | ф | Сюзанн                         | Suzanne               | Винсент                   |
| 2013 | ф | Гранд Централ. Любовь на атомы | Grand Central         | продавец автомобилей      |
| 2015 | ф | Анархисты                      | Les anarchistes       | Бисквит                   |
| 2016 | ф | Лечить живых                   | Réparer les vivants   | Виргилио Брева            |
| 2016 | ф | Сирота                         | Orpheline             | Антонио                   |
| 2017 | ф | Сука-судьба                    | Si tu voyais son cœur | Мишель                    |
| 2018 | ф | Мир принадлежит тебе           | Le monde est à toi    | Франсуа                   |
| 2024 | ф | Разбитые сердца                | L'Amour ouf           | Даниэль, отец Клотера     |
| 2025 | ф | Де Голль                       | La France libre       |                           |